# Siegwerk (Siegburg)
Das Siegwerk ist ein seit 1830 betriebenes Industriegelände in Siegburg und heute der Hauptsitz des international agierenden Druckfarbenherstellers Siegwerk Druckfarben.

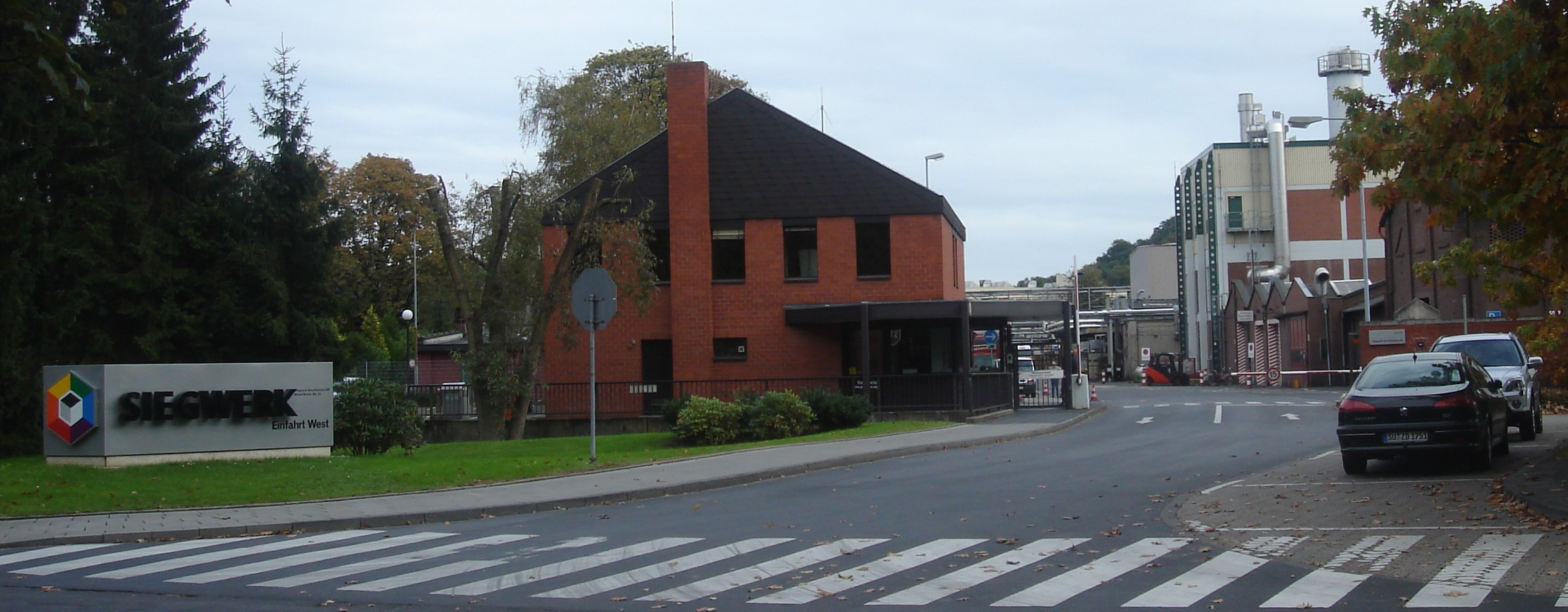
Einfahrt West

## Lage
Das Siegwerk liegt von der Siegburger Innenstadt aus direkt östlich hinter dem Michaelsberg, zwischen Alfred-Keller-Straße, Pilgrimsweg, Dammstraße und Wilhelm-Ostwald-Straße. Der Siegburger Mühlengraben durchfließt das Werksgelände, das etwa 650 m in West-Ost-Richtung und 400 m in Nord-Süd-Richtung misst.

## Aktuelle Nutzung

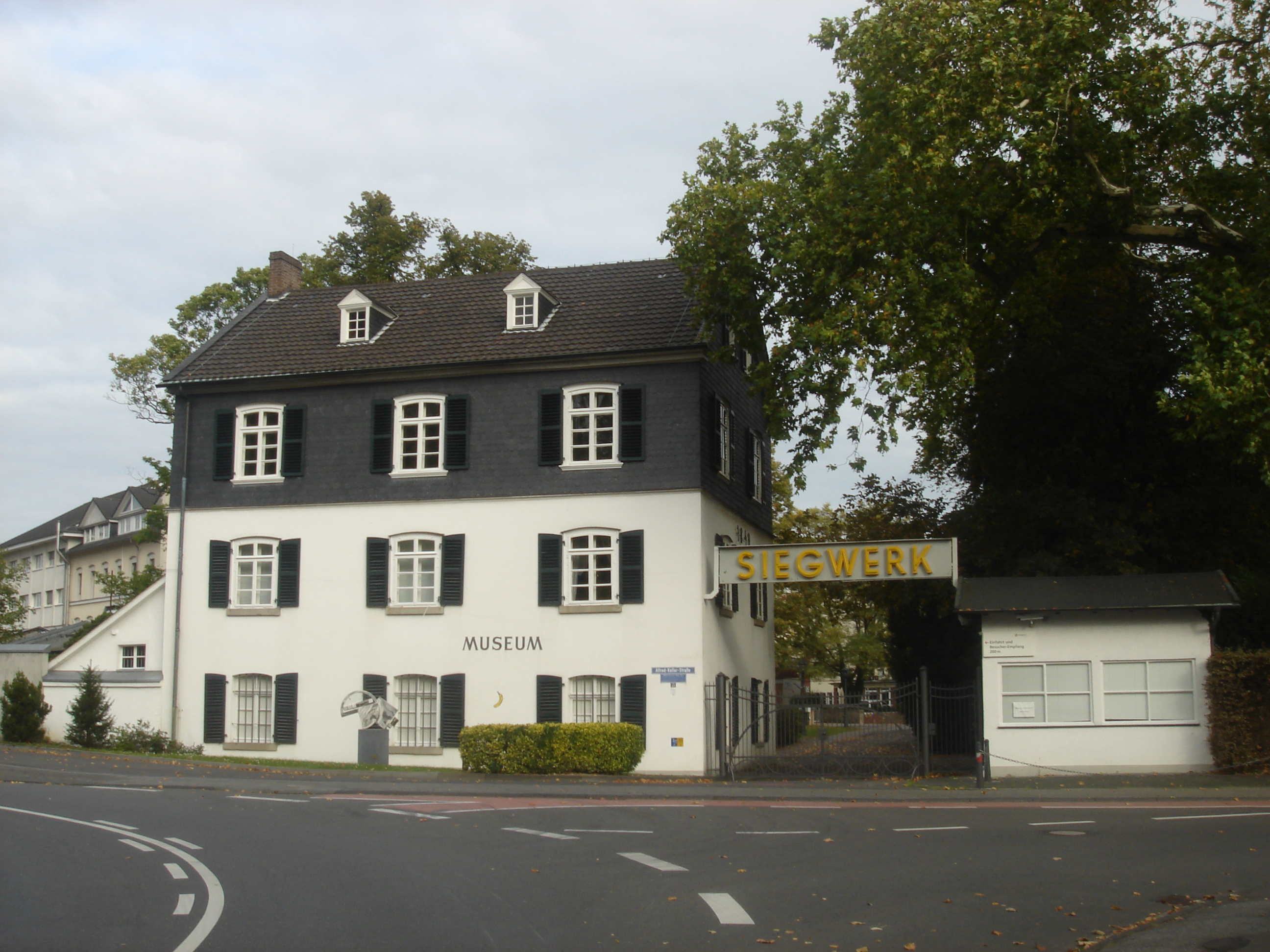
Historische Einfahrt mit Torhaus

Derzeit (Januar 2008) beschäftigt das Siegwerk bzw. seine deutsche Niederlassung Siegwerk Druckfarben AG am Siegburger Stammsitz 950 Mitarbeiter, davon 200 in der Forschung und Entwicklung, der Rest sowohl in Verwaltung als auch Produktion. Siegburg ist der weltweit größte Einzelstandort für Druckfarbenproduktion, 130.000 Tonnen pro Jahr stellen die Hälfte der Unternehmensgesamtproduktion dar.
Daneben ist im alten Torhaus das Siegwerk-Museum im Torhaus untergebracht, das die Geschichte des Unternehmens und der Industrie vor Ort darstellt.

## Verkehrsanschluss
Im Osten des Geländes befand sich bis zur Stilllegung 2016 ein werkseigener Güterbahnhof, der über ein verbliebenes eingleisiges Teilstück der Bahnstrecke Siegburg–Olpe (Aggertalbahn) von der Rhein-Sieg-Eisenbahn an den Bahnhof Siegburg/Bonn und damit an das internationale Netz angeschlossen war. Neben der Eisenbahn transportierten täglich im Schnitt 150 Lastwagen Waren vom und zum Werk.

## Geschichte
1840 wurde die Kattun-Druckerei und Färberei Rolffs & Cie 10 Jahre nach ihrer Gründung in Köln nach Siegburg verlegt, wo sie der erste große Industriebetrieb war. 1890 entstand der Eisenbahnanschluss. 1911 begannen auf dem Gelände Vater und Sohn Alfred Keller sowie Fritz Rung mit der Produktion von Farben für den Kupfertiefdruck unter der Firma Siegwerk Chemisches Laboratorium. Am 1. Oktober 1914 schloss die Kattun-Fabrik, die Mitarbeiter wurden in die Rüstungsindustrie übernommen. 1937 siedelte sich auf dem Areal die Cantulia KG an, ein Hersteller von Akkordeons. Später folgte das Farben-Siegwerk als Nutzer nach. Am 27. November 1982 wurde das Museum im Torhaus eröffnet.
Auf dem Gelände des Siegwerks stehen das Gebäude des heutigen Torhaus-Museums, die historische Einfahrt mit Torwärterhäuschen sowie zwei Wohngebäude (Villen) als Baudenkmäler unter Denkmalschutz (→ Liste der Baudenkmäler in Siegburg).